# Betula pendula
La betulla bianca (Betula pendula Roth, 1788) è una pianta appartenente alla famiglia Betulaceae.

## Descrizione
È un albero che può raggiungere i 30 metri di altezza. Il fusto è sottile ed eretto, con la tipica colorazione bianca che hanno molte specie di betulla, la parte bianca è liscia ed è intervallata da piccole parti scure rugose.
Le foglie sono piccole, triangolari e appuntite, sono di colore verde medio, il margine è seghettato.

## Distribuzione e habitat
Betula pendula è ampiamente diffusa in Eurasia, Nord Africa e Nord America. 
In Italia è presente particolarmente in Piemonte (ove oggi si stimano oltre 20.000 alberi di questa specie) e in Lombardia; si ritrova nell'Appennino settentrionale, in alcune stazioni isolate in Abruzzo, nell'Appennino campano e sull'Etna.

## Ecologia
La betulla dimostra una grande ampiezza termica e può vegetare fino a circa 2000 m di quota nel piano subalpino (negli ontaneti, nei lariceti ed al margine delle peccete), nel piano montano (nelle pinete di pino silvestre e nei cedui di faggio sui suoli più acidi) e nel piano basale (nei querceti su suoli acidi, nei castagneti, in Appennino anche nei cedui di cerro). 
Sopporta valori di pH del suolo fino a 3,3; si adatta sia a terreni poveri di humus, sia a suoli con un profondo strato di materiale organico. Si adatta sia a suoli ricchi di acqua (è in grado di trasportare ossigeno dalla parte superiore alle radici), sia a suoli molto drenati (ha radici profonde, in grado di assorbire acqua dagli strati più profondi del suolo). È specie spiccatamente eliofila ed il seme, di piccole dimensioni, germina bene sul terreno minerale. Ha una buona capacità pollonifera ed è in grado di produrre anche polloni radicali. La betulla possiede un'elevata capacità colonizzatrice, soprattutto in terreni acidi o acidificati (terreni abbandonati, incendiati o comunque disturbati), è favorita anche dall'abbondante produzione di semi e dalla facoltà pollonifera.

## Tassonomia
Sono riconosciute tre sottospecie:
- Betula pendula subsp. mandshurica (Regel) Ashburner & McAll.
- Betula pendula subsp. pendula
- Betula pendula subsp. szechuanica (C.K.Schneid.) Ashburner & McAll.

La betulla dell'Etna (Betula etnensis Raf.) presenta caratteristiche peculiari tra cui un apparato conduttore adattato a sopravvivere in condizioni di caldo e freddo estremi, numerose ghiandole resinose peltate sui rami giovani, e foglie poco acuminate; in passato è stata considerata sia una specie a sé che una varietà, ma secondo alcune fonti ora sarebbe ritenuta un sinonimo di Betula pendula subsp. pendula.
Tuttavia, un convegno di ricercatori di Palermo nel 2018 ha avviato una indagine multidisciplinare per stabilire le cause dell'aumento di mortalità tra gli esemplari negli ultimi anni. Nell'ambito di tali studi si è sempre fatto riferimento alla betulla dell'Etna come Betula aetnensis e considerandola quindi una specie a se.
Considerate tutte le fonti Betula aetnensis rimane ad oggi un taxon dubbio.

## Selvicoltura
In relazione alle sue peculiarità ecologiche, la betulla pendula presenta spiccate caratteristiche di pionierismo e la sua diffusione è stata favorita dall'abbandono delle aree agricole e pascolive e dagli incendi. In Piemonte questi fenomeni hanno talvolta consentito l'insediarsi di boschi di neoformazione puri o a grande prevalenza di betulla e attualmente in una fase di evoluzione più o meno naturale, ma per i quali può porsi il problema della gestione selvicolturale. In vari paesi come Svezia, Finlandia, Scozia o Russia, il legno della betulla viene ampiamente utilizzato per vari usi, soprattutto per paste da carta, ma anche per tranciati e compensati. Pertanto in queste zone la betulla presenta un notevole interesse dal punto di vista selvicolturale, mentre in Italia sono ancora scarse le esperienze in tal senso.

## Proprietà medicinali
In fitoterapia la betulla è tradizionalmente impiegata per il trattamento di infezioni delle vie urinarie, reumatismi, gotta e renella, grazie alle sue proprietà diuretiche e antinfiammatorie. L'Agenzia Europea per i medicinali (EMA) ha riconosciuto l'efficacia dei prodotti a base di foglie di betulla nel trattamento di lievi problemi del tratto urinario. La betulla possiede un potere antiossidante e potenziali effetti antiartritici, utili nel trattamento della malattia degenerativa delle articolazioni. Sono state evidenziate anche proprietà antitumorali, attribuibili a fitochimici presenti nei germogli e nella corteccia della pianta. Altre potenziali proprietà includono attività antivirale, antiallergica, protettiva per il fegato, ipolipemica, antitubercolare e antidiabetica. L'uso topico di betulla è indicato in caso di dermatite, eczema, psoriasi e ulcere.